# Puchar Interkontynentalny w Lekkoatletyce 2018 – bieg na 100 m przez płotki kobiet
Bieg na 100 metrów przez płotki kobiet – jedna z konkurencji biegowych rozgrywana w ramach lekkoatletycznyego pucharu interkontynentalnego na Stadionie miejskim w Ostrawie-Witkowicach.

## Terminarz
Źródło: worldathletics.org.
| Data       | Godzina |
| ---------- | ------- |
| 8 września | 14:40   |

## Rekordy
Tabela prezentuje rekord świata, rekord pucharu interkontynentalnego, rekordy kontynentów oraz najlepszy wynik na listach światowych w sezonie 2018 przed rozpoczęciem mistrzostw.
|                                     | Zawodniczka        | Wynik | Miejsce      | Data                  |
| ----------------------------------- | ------------------ | ----- | ------------ | --------------------- |
| Rekord świata                       | Kendra Harrison    | 12,20 | Londyn       | 22 lipca 2016(dts)    |
| Listy światowe                      | Kendra Harrison    | 12,36 | Londyn       | 22 lipca 2018(dts)    |
| Rekord pucharu interkontynentalnego | Dawn Harper-Nelson | 12,47 | Marrakesz    | 14 września 2014(dts) |
| Rekord Afryki                       | Glory Alozie       | 12,44 | Fontvieille  | 8 sierpnia 1998(dts)  |
| Rekord Ameryki Południowej          | Maurren Maggi      | 12,71 | Manaus       | 19 maja 2001(dts)     |
| Rekord Ameryki Północnej            | Kendra Harrison    | 12,20 | Londyn       | 22 lipca 2016(dts)    |
| Rekord Australii i Oceanii          | Sally Pearson      | 12,28 | Daegu        | 3 września 2011(dts)  |
| Rekord Azji                         | Olga Szyszygina    | 12,44 | Lucerna      | 27 czerwca 1995(dts)  |
| Rekord Europy                       | Jordanka Donkowa   | 12,21 | Stara Zagora | 20 sierpnia 1988(dts) |

## Rezultaty
Źródło: worldathletics.org.
| Pozycja | Tor | Zawodniczka       | Drużyna        | Czas  | Punkty | Uwagi |
| ------- | --- | ----------------- | -------------- | ----- | ------ | ----- |
| 1.      | 7   | Danielle Williams | Ameryka        | 12,49 | 8      |       |
| 2.      | 3   | Kendra Harrison   | Ameryka        | 12,52 | 7      |       |
| 3.      | 2   | Pamela Dutkiewicz | Europa         | 12,82 | 6      |       |
| 4.      | 6   | Elwira Hierman    | Europa         | 12,91 | 5      |       |
| 5.      | 4   | Tobi Amusan       | Afryka         | 12,96 | 4      |       |
| 6.      | 5   | Ayako Kimura      | Azja i Oceania | 13,39 | 3      |       |
| 7.      | 8   | Marthe Koala      | Afryka         | 13,42 | 2      | SB    |
| 8.      | 1   | Michelle Jenneke  | Azja i Oceania | 13,50 | 1      |       |

## Klasyfikacja drużynowa
Źródło:
| Miejsce | Drużyna        | Punkty indywidualne | Punkty drużynowe |
| ------- | -------------- | ------------------- | ---------------- |
| 1.      | Ameryka        | 15                  | 8                |
| 2.      | Europa         | 11                  | 6                |
| 3.      | Afryka         | 6                   | 4                |
| 4.      | Azja i Oceania | 4                   | 2                |